# 串間警察署
串間警察署（くしまけいさつしょ）は、宮崎県警察所管の警察署である。

## 所管区域
- 串間市

## 所在地
- 宮崎県串間市大字西方3914番地1

## 交番
- 福島交番（串間市西浜1丁目3番地9）

## 駐在所
- 市木駐在所（串間市大字市木7303番地3）
- 大束駐在所（串間市大字奈留5203番地6）
- 北方駐在所（串間市大字北方4229番地3）
- 高松駐在所（串間市大字高松575番地6）
- 本城駐在所（串間市大字本城1406番地3）
- 都井駐在所（串間市大字都井3970番地1）